# Seco (genre)
Pour les articles homonymes, voir Seco (homonymie).
Genre
Seco est un genre de lépidoptères (papillons) de la famille des Riodinidae, qui se rencontrent en Amérique du Sud.

## Systématique
Le genre Seco a été décrit par Jason Piers Wilton Hall et Donald James Harvey (d) en 2002.

## Liste des espèces
- Seco aphanis (Stichel, 1910) ; présent au Paraguay, en Argentine et au Brésil.
- Seco calagutis (Hewitson, 1871) ; présent en Équateur et au Pérou.
- Seco ocellata (Hewitson, 1867) ; présent en Colombie et au Venezuela.